# Ignacio González (ur. 1991)
Ignacio González Espinoza (ur. 8 września 1991 w La Barca) – meksykański piłkarz występujący na pozycji prawego obrońcy.

## Kariera klubowa
González urodził się w mieście La Barca w stanie Jalisco, jednak wychowywał się w pobliskiej miejscowości Poncitlán. Treningi piłkarskie rozpoczął jako sześciolatek, początkowo występując jako napastnik; w tej roli, po pomyślnie zdanych testach, w wieku szesnastu lat został graczem akademii młodzieżowej zespołu Monarcas Morelia. Profesjonalną karierę rozpoczynał w drugoligowej filii zespołu – ekipie Neza FC z siedzibą w Nezahualcóyotl, gdzie został przekwalifikowany na pozycję bocznego obrońcy. Tam spędził półtora roku jako podstawowy zawodnik bez większych sukcesów, po czym w ramach rozliczenia za transfer Fernando Moralesa został wypożyczony do drużyny Pumas UNAM ze stołecznego miasta Meksyk. W jej barwach za kadencji szkoleniowca Antonio Torresa Servína zadebiutował w Liga MX, 24 sierpnia 2013 w zremisowanym 1:1 spotkaniu z Atlasem, lecz był to zarazem jego jedyny ligowy występ podczas roku spędzonego w Pumas.
Po powrocie do Morelii, González zaczął notować częstsze występy i premierowego gola w najwyższej klasie rozgrywkowej strzelił 4 kwietnia 2014 w zremisowanej 1:1 konfrontacji z Veracruz. W tym samym roku zdobył również ze swoją drużyną superpuchar Meksyku – Supercopa MX, a kilka miesięcy później został podstawowym defensorem zespołu. Rok później zajął natomiast drugie miejsce w superpucharze.

## Statystyki kariery
| Neza    | 2011–2012 | Meksyk | Ascenso MX | 21 | 1 | —  | — | —  | — | — | 21  | 1 |
| Neza    | 2012–2013 | Meksyk | Ascenso MX | 15 | 0 | 6  | 0 | —  | — | — | 21  | 0 |
| UNAM    | 2012–2013 | Meksyk | Liga MX    | 0  | 0 | 2  | 0 | —  | — | — | 2   | 0 |
| UNAM    | 2013–2014 | Meksyk | Liga MX    | 1  | 0 | 1  | 0 | —  | — | — | 2   | 0 |
| Morelia | 2013–2014 | Meksyk | Liga MX    | 12 | 1 | —  | — | CL | 2 | 0 | 14  | 1 |
| Morelia | 2014–2015 | Meksyk | Liga MX    | 11 | 1 | 7  | 0 | —  | — | — | 18  | 1 |
| Morelia | 2015–2016 | Meksyk | Liga MX    | 32 | 2 | 3  | 0 | —  | — | — | 35  | 2 |
| Morelia | 2016–2017 | Meksyk | Liga MX    | 0  | 0 | 0  | 0 | —  | — | — | 0   | 0 |
| Ogółem  | Ogółem    | Ogółem | Ogółem     | 92 | 5 | 19 | 0 | CL | 2 | 0 | 113 | 5 |

- CL – Copa Libertadores